# دانشنامه بروک‌هاوس

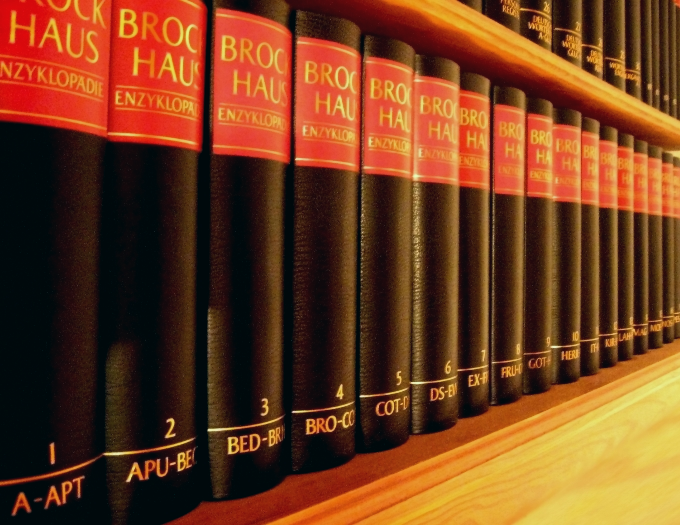
جدیدترین نسخهٔ چاپیِ دانشنامهٔ بروک‌هاوس، ویرایش بیست‌ویکم، ۲۰۰۵–۲۰۰۶

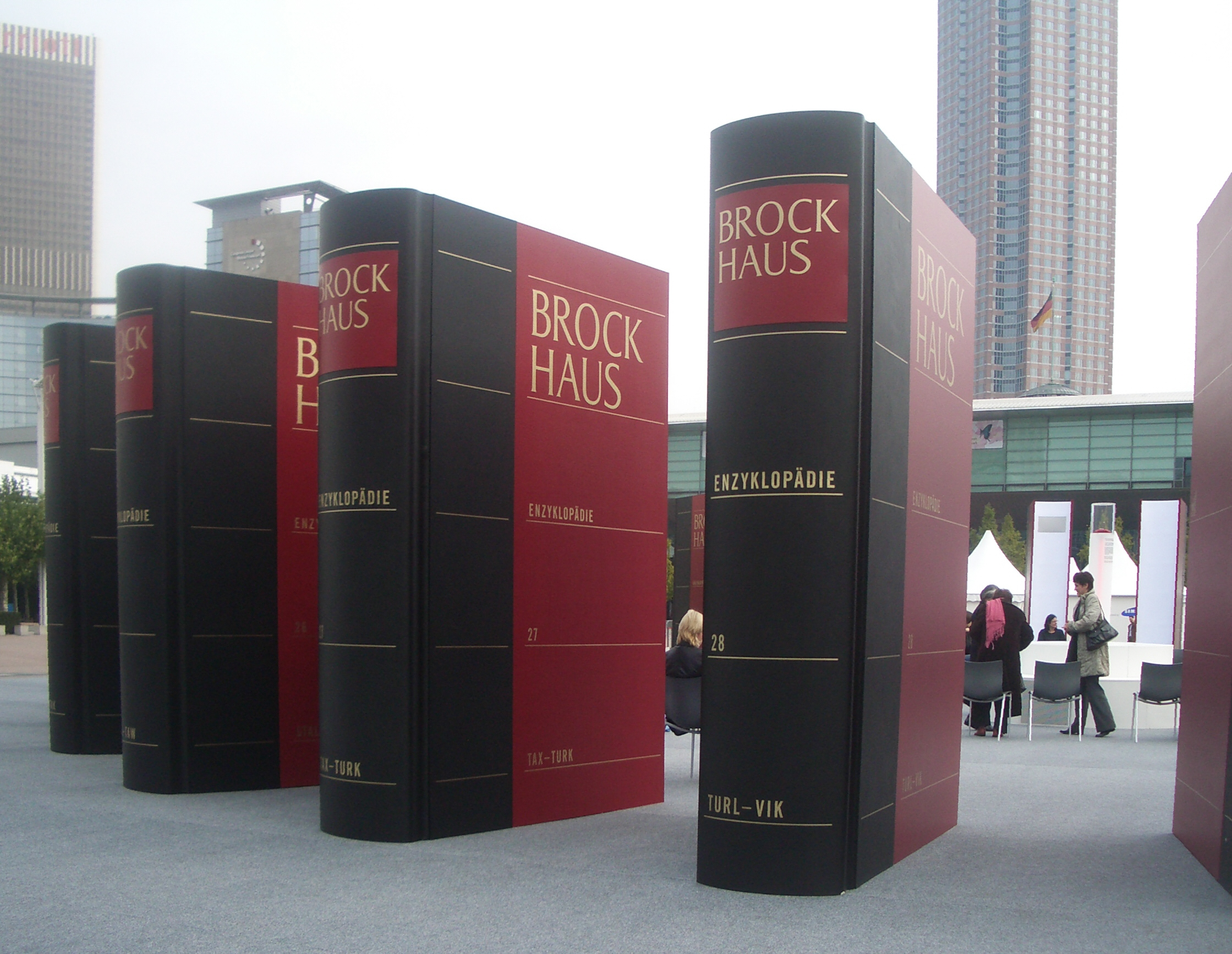
تبلیغ ویرایشِ بیست‌ویکم دانشنامهٔ بروک‌هاوس در نمایشگاه کتاب فرانکفورت، ۲۰۰۵

دانشنامهٔ بروک‌هاوس یا دانشنامهٔ بروکهاوس (به آلمانی: Brockhaus Enzyklopädie) از قدیمی‌ترین دانشنامه های آلمانی‌زبان است که از سال ۱۸۰۵ تاکنون منتشر می‌شود. جدیدترین نسخهٔ آن چاپ بیست‌ویکم این کتاب است که در ۳۰ جلد منتشر شد. به گفتهٔ ناشر، این نسخه به‌سختی فروش می‌رود و ممکن است آخرین نسخهٔ چاپی این کتاب باشد. بروک‌هاوس در شبکهٔ اینترنت هم قابل دسترسی است و از راه تبلیغات کسب درآمد می‌کند. بروک‌هاوس رقیب سرسخت خود، دانشنامهٔ مایر را چند سال پیش خرید و بخش دانشنامهٔ آن را به نفع کتاب خود تعطیل کرد. اکنون مالک اصلی این بنگاه، شرکت چندرسانه‌ای برتلسمان (دومین شرکت نشریاتیِ چندرسانه‌ای جهان) در شهر گوترزلوه آلمان است.
بنگاه نشریاتیِ برتلسمان، مالک بنگاه نشر این دانشنامه، در ۱۱ ژوئن ۲۰۱۳ (۲۱ خرداد ۱۳۹۲)، تصمیم خود را مبنی بر تعطیل‌کردن بخش چاپیِ دانشنامهٔ بروک‌هاوس اعلام کرد.

## تاریخچه
فریدریش آرنولد بروک‌هاوس (زادهٔ ۴ مهٔ ۱۷۷۲ در دورتموند، درگذشتهٔ ۲۰ اوت ۱۸۳۲ در لایپزیگ)، در سال ۱۸۰۵ در بنگاه انتشاراتی خود واقع در آمستردام، دانشنامهٔ اولِ خود را منتشر کرد. او در سال ۱۸۰۸ در نمایشگاه کتاب لایپزیگ حق چاپ دانشنامهٔ بزرگ ولی هنوز ناقصی را به نام «فرهنگ محاورهٔ لوبل و فرانک» خریداری کرد و از این راه بنگاه نشر پربار و بسیار موفق «بروک‌هاوس» را به راه انداخت. بروک‌هاوس در سال ۱۸۱۱ به شهر آلتنبورگ در تورینگن نقل مکان کرد. این بنگاه نشر اکنون متعلق به شرکت برتلسمان است و پایگاه آن در شهر مانهایم آلمان قرار دارد.